# Toftir
Toftir je vesnice na Faerských ostrovech. Nachází se v obci Nes v jižní části ostrova Eysturoy. V Toftiru žije 864 obyvatel. Zástavba se táhne podél mořského pobřeží ve více než desetikilometrové délce.
Původní název sídla byl Hella („svah“). Po morové epidemii v polovině 14. století se vylidnilo a dostalo nový název Toftir, což znamená „trosky“.
Toftir je významným přístavem a střediskem zpracování ryb. Dalším místním produktem je ovčí vlna. V blízkosti vesnice se nachází návrší Húkslond a jezero Toftavatn, které je vyhledáváno pozorovateli vodního ptactva. Ukázkou moderní architektury je kostel Fríðrikskirkjan podle projektu Høgniho Würdiga Larsena, vysvěcený v roce 1994.
Nachází se zde fotbalový stadion Svangaskarð pro šest tisíc diváků, kde hraje domácí zápasy ligový klub B68 Toftir. Do roku 1999 byl jediným stadionem s travnatou plochou na Faerských ostrovech a sídlila zde faerská fotbalová reprezentace.